# Vichyregimen
Vichyregimen eller Vichyfrankrike, officiellt Franska staten (franska: L'État français), var en nationalistisk, auktoritär och korporativ statsbildning i Frankrike från 1940 till 1944. Vichyregimen bildades efter Frankrikes nederlag efter den tyska invasionen i juni 1940 som resulterade i en de facto delning av landet i den tyska ockupationszonen i norr och den fria zonen i söder som, liksom de flesta franska kolonier, hamnade under Franska statens administration. Efter att Nazityskland i november 1942 även ockuperat den södra delen behöll Vichyregimen endast nominell kontroll. Statschef var marskalk Philippe Pétain. 
Namnet Vichyregimen kommer av att regeringen hade sitt säte i kurorten Vichy som ligger söder om den s.k. demarkationslinjen som delade landet. Frankrikes traditionella huvudstad Paris ingick i det område som Tyskland höll ockuperat från början. 
Den auktoritära Vichyregimens devis var "Travail, famille, patrie" (arbete, familj och fosterland), och inte Frankrikes gamla revolutionära "Liberté, égalité, fraternité" (frihet, jämlikhet och broderskap). Landets officiella namn, och styrelseskick, ändrades också, Republique Française ("Franska republiken") ersattes av L'État Français ("Franska staten").

## Historia

### Bakgrund
Efter att tillsammans med Storbritannien ha förklarat krig mot Tyskland i september 1939 men därefter lidit stora nederlag, befann sig Frankrike våren 1940 i ett besvärligt militärt och politiskt dilemma. Två politiska läger bildades, där den ena ståndpunkten var att en vapenvila var nödvändig, medan andra sidan ville fortsätta kampen mot Tyskland genom att hämta resurser från Algeriet och andra kolonier. Överste Charles de Gaulle, som den 6 juni utsetts till biträdande försvarsminister av regeringschefen Paul Reynaud, var förespråkare för fortsatt kamp. General Maxime Weygand, marskalk Philippe Pétain, samt politikerna Pierre Laval och François Darlan ville ingå vapenvila med tyskarna. 
Den tyska armén nådde Paris den 14 juni. Regeringschefen Paul Reynaud avgick den 16 juni och Frankrikes president utsåg Philippe Pétain att efterträda honom. Dagen efter deklarerade Pétain att Frankrike skulle ge upp kriget. Den 22 juni skrev fransmännen under stilleståndsavtalet med Tyskland. Den franska regeringen hade då flyttat från Paris till kurorten Vichy. Här samlades den 10 juli, i stadens kasino, Tredje franska republikens parlament för sista gången och röstade för instiftandet av en ny konstitution och gav statens alla maktbefogenheter till marskalk Pétain. Franska republiken omvandlas till den nya statsbildningen Franska staten, även kallad "Vichyregimen". Parlamentarisk demokrati avskaffades i all väsentlig form, Pétain erhöll rätten att själv utse sin framtida efterträdare och redan existerande koncentrationsläger började snart hysa allt större antal fångar.

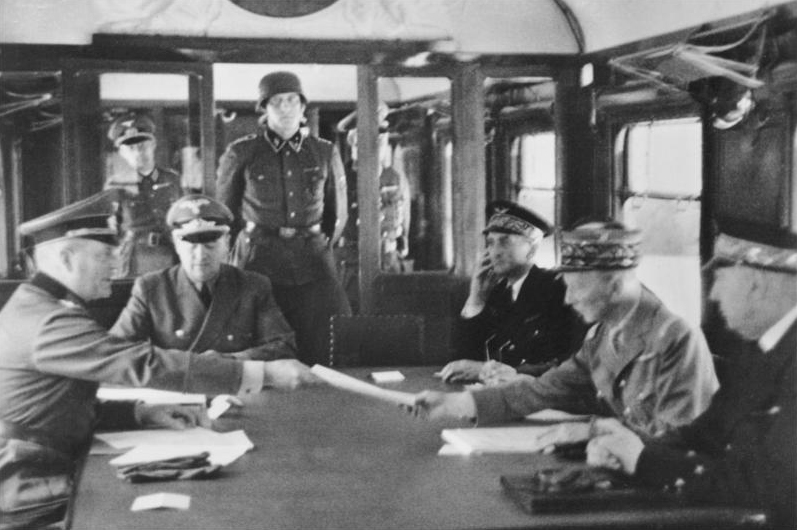
Stilleståndsavtalet undertecknas. Den tyske fältmarskalken Keitel till vänster och den franske generalen Huntzinger till höger.

### Vapenvilan
Den 22 juni 1940 skrev den franska delegationen under fördraget som innebar vapenvila med hårda eftergifter. Undertecknandet skedde i Compiègne, i samma tågvagn som hade använts när Tyskland tvingades skriva under vapenvilan som avslutade första världskriget. Enligt avtalet hamnade norra Frankrike samt Atlantkusten under tysk ockupation. Frankrike skulle bekosta underhållet av den tyska armén samt betala ett krigsskadestånd på 400 miljoner francs (gamla francs, värda en hundradedel av den nya franc som föregick euron) om dagen. Dessutom ingick det en klausul om att fartygen i den franska flottan skulle återgå till de hamnar de hade legat i i fredstid, varav vissa befann sig i den ockuperade zonen. Frankrike skulle också ställa landets administration i Stortysklands tjänst.

### Ockupationen av den fria zonen
Den 11 november 1942 inledde Tyskland och Italien Operation Anton som innebar en ockupation även av den fria zonen i södra Frankrike och på Korsika. Detta var tyskarnas reaktion på att de allierade landsatt trupper i Marocko. Efter ockupationen av Vichyfrankrike fortsatte tyskarna att styra Frankrike som två delar, men den frihet som Vichyfrankrike tidigare haft i söder försvann i praktiken, även om Vichyregimen fortfarande formellt hade makten. Området kom därefter att kallas den södra zonen av tyskarna.

### Slutet för den tyska ockupationen
Den 6 juni 1944 inleddes Operation Overlord, de allierades landstigning i Normandie i norra Frankrike. Den 15 augusti 1944 inleddes även Operation Dragoon i södra Frankrike. De allierade nådde Paris den 25 augusti. Frankrike befriades och Frankrikes provisoriska regering med Charles de Gaulle som regeringschef tillträdde och återinförde den republikanska konstitutionen. Efter de allierades invasion i Frankrike flyttades Pierre Laval och Philippe Pétain på Hitlers order av SS till slottet Sigmaringen i Baden-Württemberg den 20 augusti 1944.
Efter krigsslutet dömdes Laval till döden och arkebuserades. Även Pétain dömdes till döden, men de Gaulle lät straffet omvandlas till livstids fängelse.

Frankrike efter nederlaget 1940.

|  | Ockupationszonen |

|  | Tysk bosättningszon |

|  | Annekterat till Stortyskland (Elsass-Lothringen) |

|  | Fria zonen |

|  | Demilitariserat område under italiensk kontroll |

## Politik
Vichyregimen baserades på en ultrakonservativ ideologi kretsande kring arbete, familj och fosterland och med traditionella katolska värderingar som grund. Man ville höja den allmänna moralen som man ansåg hade blivit fördärvad under Tredje republiken och som man menade var en av anledningarna till att kriget förlorats. Regimen ville samla folket och läka dess själ genom ett patriarkaliskt auktoritärt styre. Den nationella fadersgestalten var statschefen, marskalk Philippe Pétain, hyllad 84-årig hjälte från första världskriget. "Den enda auktoritet som finns är den jag delegerar", fastslog han.

### Inrikespolitik
Petain och hans ministär kunde införa lagar och förordningar utan demokratiskt godkännande. Allmänna val upphörde, censur infördes, fackföreningar och arbetsgivarorganisationer förbjöds, politiska ledare och tjänstemän valdes inte längre utan tillsattes uppifrån, domstolar fick nya rättsordningar, frimurare och före detta parlamentsledamöter sattes i fängelse, kommunister förföljdes. Formellt hade Vichyfrankrike även befogenhet att stifta lagar för ockupationszonen men där krävdes alltid en kontrasignering från den tyska militärförvaltningen.
Vichyregimen förespråkade en samarbetspolitik med tyskarna, kallad ”collaboration”. Genom detta trodde Vichyregimen att man kunde behålla den franska statens suveränitet även under ockupation.
Som auktoritär konservativ regim stod Vichyregimen den nazistiska ideologin nära och många dekret som påbjöds av tyskarna infördes även av Vichyregimen, ibland på dess eget initiativ. En "Judelag" infördes 1940 som förbjöd judar att inneha offentliga tjänster, arbeta som lärare, eller ha ledande poster inom förlagsbranschen, filmindustrin, teater och radio. Lagen utvidgades senare till arbetsförbud för judiska advokater, läkare, bankmän, fastighetsmäklare och andra yrkesområden. Regimen bedrev också, liksom tyskarna, ”arisering” vilket betydde att judisk egendom överfördes i arisk ägo. Tavlor, hus, aktier och företag i judisk ägo konfiskerades av den franska staten. Korporatismen infördes då yrkesorganisationer skapades. Fackförbundet och arbetsgivarorganisationen tillhörande samma yrkesgren organiserades i korporationer. Frimureri blev förbjudet och katolicismen fick en viktig roll.
Den franska polisen samarbetade också med SS i jakten på motståndsmän, kommunister och judar. Se till exempel Vélodrome d’hiver-räden och Räden i Marseille 1943.
Vichyregeringen blev under ockupationsåren allt tydligare fascistiskt lagd. År 1944 blev milisledaren och SS-Sturmbannführer Joseph Darnand inrikesminister och grundaren av franska fascistpartiet RNP. Marcel Déat blev arbetsminister.

### Utrikespolitik
Vichyregimen förgrundsgestalter var, trots alliansen med Storbritannien, i grunden inga Englandssympatisörer vilket förstärktes dagarna före regimens bildande; den franska flottan utgjorde en stor maktfaktor i kriget och den brittiske premiärministern Winston Churchill såg till att en brittisk flotta sändes ut den 3 juli 1940 för att ställa den franska flottan i Mers el-Kébir inför ett ultimatum, där de uppmanades att antingen ansluta sig till den engelska flottan eller att ge sig av till Franska Västindien. Den franske amiralen François Darlan vägrade, utan att ha informerat regeringen om de alternativ som hade erbjudits, och under den strid som följde förstördes de viktigaste franska fartygen och 1 297 franska sjömän dödades och 350 sårades.
I och med att Frankrike ingick en separat fred med Tyskland bröts alliansen med Storbritannien.
Relationerna mellan Vichyfrankrike och Storbritannien förvärrades ytterligare när general Charles de Gaulle fick en fristad i London, varifrån han höll sina offentliga tal till den franska nationen. I England bildades också Fria Frankrike (franska: France Libre), ett slags exilregering vars kärna utgjordes av franska politiker som flytt till Storbritannien  efter vapenstilleståndet. Genom den formades de "Fria franska styrkorna" som stred på de allierades sida i Nordafrika och Mellanöstern.

### Internationellt erkännande
Vichyregimen erkändes som Frankrikes legala regering av bland andra Nazityskland, USA och Sovjetunionen, som alla skickade ambassadörer. När regimen upprättades i juli 1940 var USA och Sovjetunionen fortfarande officiellt neutrala och hade diplomatiska relationer med axelmakterna. de Gaulles exilregering hävdade att den nya statsbildningen var illegal men misslyckades alltså med att lobba för att andra länder skulle avstå från erkännande.

## Viktiga personer i Vichyfrankrike
- Philippe Pétain, statschef
- Pierre Laval, regeringschef (1940, 1942–1944)
- Raphaël Alibert, biträdande utrikesminister (1940-1941)
- François Darlan, regeringschef (1941–1942)
- Maxime Weygand, överbefälhavare i armén och försvarsminister.
- Charles Huntziger, general och försvarsminister (1940–1941)
- Philippe Henriot, informationsminister och propagandachef (1943-1944)
- René Bousquet, rikspolischef (1942–1943)
- Xavier Vallat, chef för Kommissariatet för judiska frågor (1941–1942).
- Louis Darquier de Pellepoix, chef för Kommissariatet för judiska frågor (1942–1944).
- Marcel Déat, bildade det fascistiska partiet Rassemblement national populaire (RNP) 1941. Arbetsminister mars-juni 1944.
- Joseph Darnand, milisledare, SS-Sturmbannführer, rikspolispolischef 1944 och därefter inrikesminister.
- Maurice Papon, generalsekreterare för prefekturen Gironde, Bordeaux, i den ockuperade zonen.

## Galleri
|  |  |  |